# Coenophila chalybaea
Coenophila chalybaea là một loài bướm đêm trong họ Noctuidae.